# Rhescyntis
Rhescyntis — род чешуекрылых из семейства павлиноглазок и подсемейства Arsenurinae.

## Систематика
В состав рода входят:
- Rhescyntis hippodamia (Cramer, 1777) — Суринам, Эквадор и Мексика (3 подвида)
- Rhescyntis hermes (Rothschild, 1907) — Эквадор
- Rhescyntis descimoni (Lemaire, 1975) — Эквадор